# Hirschenwies
Hirschenwies ist eine Ortschaft und eine Katastralgemeinde der Gemeinde Moorbad Harbach im Bezirk Gmünd in Niederösterreich mit 102 Einwohnern (Stand 1. Jänner 2024). Von 1920 bis Ende 1971 war Hirschenwies eine eigenständige Gemeinde.

## Geografie
Die im Westen des Hirschensteins und des Hirschrückens gelegene, im Süden der Gemeinde befindliche Ortschaft Hirschenwies besteht aus dem Hauptort, dem nordöstlich liegenden Ortsteil Waldhäuser sowie der Nebelsteinhütte. Zur Katastralgemeinde zählen weiters die Ortschaft Schwarzau im Südwesten und die Ortschaft Maißen im Nordosten, nicht jedoch die Auhäuser, die bereits in der benachbarten Gemeinde St. Martin liegen. Durch den Ort führt die Landesstraße L8292, die bei Schwarzau in die L8295 mündet. Am 1. April 2020 umfasste die Ortschaft 74 Adressen.
Im Südosten der Katastralgemeinde befindet sich der Nebelstein, mit 1017 m einer der höchsten Berge des Waldviertels.

## Siedlungsentwicklung
Zum Jahreswechsel 1979/1980 befanden sich in der Katastralgemeinde Hirschenwies insgesamt 128 Bauflächen mit 35.371 m² und 16 Gärten auf 8.549 m², 1989/1990 waren es ebenfalls 129 Bauflächen. 1999/2000 war die Zahl der Bauflächen auf 358 angewachsen und 2009/2010 waren es 240 Gebäude auf 334 Bauflächen.

## Geschichte
Vermutlich im 16. Jahrhundert entstand hier eine erste, 1569 urkundlich dokumentierte Glashütte. Deren Bedarf an Holz führte in der Folge zur Gründung des Ortes durch Holzfäller. Urkundlich wird der Ort im Jahr 1614 erstmals als „Hirschenwiess im Freywalt gelegen“ erwähnt. Um 1660 errichtete die Grundherrschaft Weitra am Hirschenwiesbach bei den Waldhäusern eine weitere Glashütte; dieser Bach trieb hier zwei Sägewerke, eine Getreidemühle und schließlich fünf Glasschleifereien an, wo zahlreiche Glasschneider und Glasschleifer tätig waren. Im Jahr 1711 wurde in Schwarzau eine neue Glashütte eröffnet und die Glashütte bei den Waldhäusern eingestellt. 1786 waren insgesamt elf Glasschneider und -schleifer ansässig und es gab einen regen Austausch von Arbeitskräften mit dem benachbarten Böhmen. 1797 wurde im Ort eine Schule eingerichtet. Im Jahr 1822 wurde der Ort mit 44 einzelnen Häusern genannt, die nach Harbach eingepfarrt waren, die Kinder aber vor Ort eingeschult wurden. Die Herrschaft Weitra besaß die Ortsobrigkeit, übte die Landgerichtsbarkeit aus, besorgte die Konskription und hatte die Grundherrschaft inne. Der Höhepunkt der Glasindustrie wurde schließlich durch die 1886 gegründete Firma Karl Wanicek erreicht.
Bis 1920 war Hirschenwies ein Teil der damaligen Gemeinde Lauterbach; danach bildete Hirschenwies zusammen mit Maißen, Schwarzau und Himmelreich eine eigene Gemeinde. Laut Adressbuch von Österreich waren im Jahr 1938 in der Ortsgemeinde Hirschenwies ein Fleischer, zwei Gastwirte, ein Gemischtwarenhändler, ein Glasverarbeiter, ein Spielwarenerzeuger, ein Holzgeräteerzeuger, ein Maurermeister, ein Schneider und eine Schneiderin, ein Tischler und ein Viktualienhändler ansässig. Weiters gab es zwei Sägewerke und zwei Pensionen. Seit 1. Jänner 1972 ist Hirschenwies ein Teil der Gemeinde Harbach.

## Bodennutzung
Die Katastralgemeinde ist forstwirtschaftlich geprägt. 278 Hektar wurden zum Jahreswechsel 1979/1980 landwirtschaftlich genutzt und 1308 Hektar waren forstwirtschaftlich geführte Waldflächen. 1999/2000 wurde auf 228 Hektar Landwirtschaft betrieben und 1345 Hektar waren als forstwirtschaftlich genutzte Flächen ausgewiesen. Ende 2018 waren 208 Hektar als landwirtschaftliche Flächen genutzt und Forstwirtschaft wurde auf 1323 Hektar betrieben. Die durchschnittliche Bodenklimazahl von Hirschenwies beträgt 12,9 (Stand 2010).

## Wirtschaft
- Gasthof – Pension Nordwald, Sporthotel
- KRISTALLIUM, Glasschleiferei ()[8]

## Freizeit

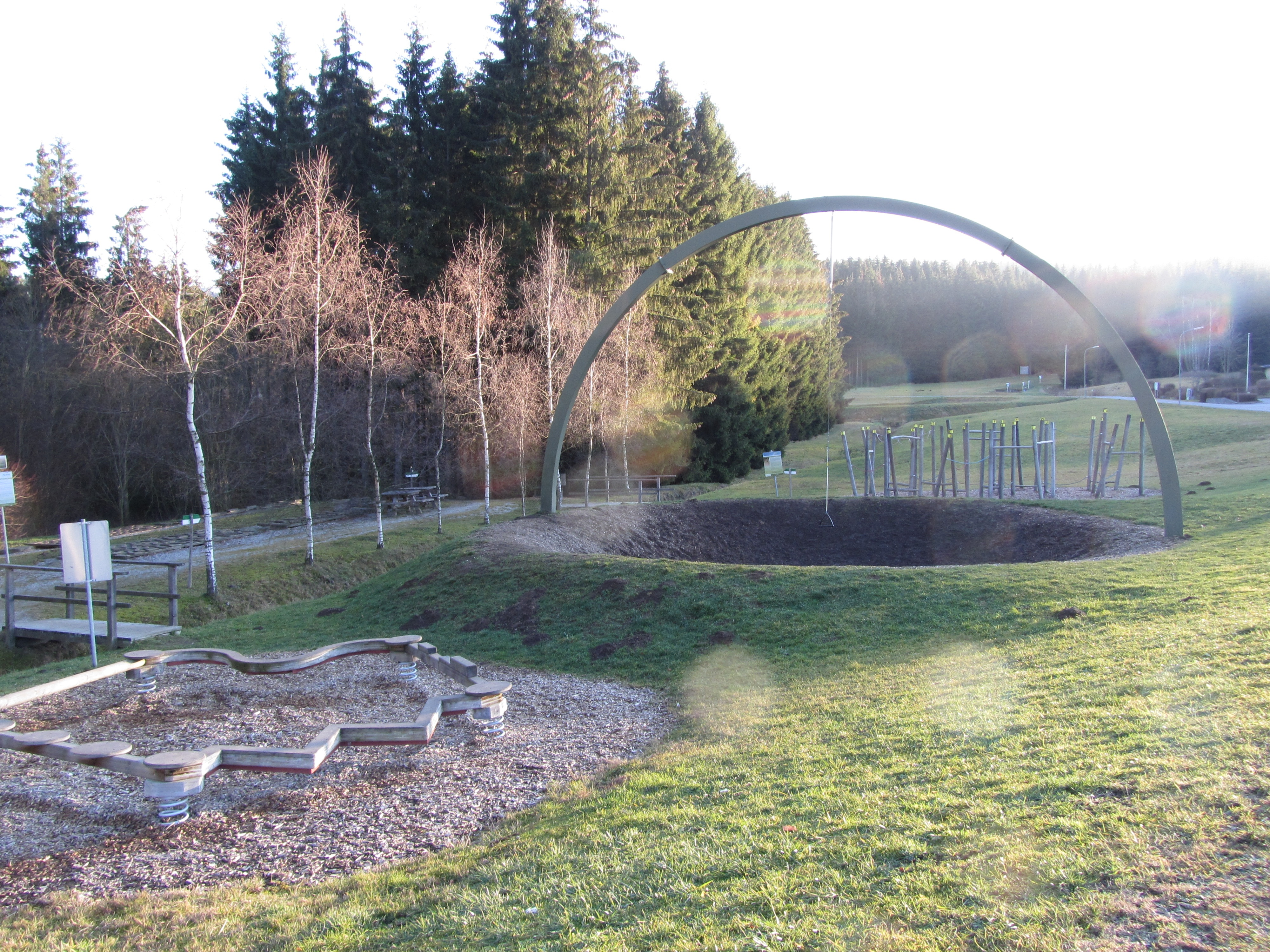
Motorikpark

- Xundwärts Parcours – „Die Bewegungsfreude im Motorikpark“ ()[9]

## Persönlichkeiten
- Mathias Robel (im 17. Jahrhundert), Glasermeister, war im Ort tätig
- Karl Wanicek (im 19. Jahrhundert), Glasindustrieller, war im Ort tätig